# كأس أرمينيا 2009
كأس أرمينيا 2009 (بالأرمنية: Հայաստանի ֆուտբոլի գավաթ 2009)‏ هو الموسم 18 من كأس أرمينيا. أقيم خلال الفترة 17 مارس 2009 وحتى 9 مايو 2009، وأشرف على تنظيمه اتحاد أرمينيا لكرة القدم، وكان عدد الأندية المشاركة فيه 8، وفاز فيه بيونيك يريفان.